# Eutimalphes brownei
Eutimalphes brownei is een hydroïdpoliep uit de familie Eirenidae. De poliep komt uit het geslacht Eutimalphes. Eutimalphes brownei werd in 1909 voor het eerst wetenschappelijk beschreven door Torrey. 